# Ashtiname de Maomé

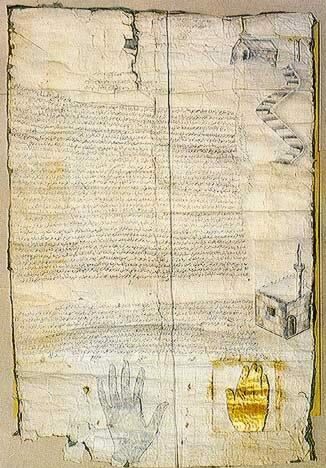
O Ashtiname de Maomé.

O Ashtiname ou Achtiname (em árabe, دير سانت كاترين‎ ; em grego:  Αχτιναμέ του προφήτη Μοχάμεντ ; em persa: آشتی‌نامه محمد) é um documento que data do século VII escrito em forma de compromisso de proteção, conferido pelo profeta muçulmano Maomé ao monastério ortodoxo de Santa Catarina na Península do Sinai.
Āshtīnāmeh (ɒʃtinɒme) é uma palavra de origem persa que significa "livro da paz", um conceito persa para nomear um tratado ou acordo.